# Bolitophila occlusa
Bolitophila occlusa är en tvåvingeart som beskrevs av Edwards 1913. Bolitophila occlusa ingår i släktet Bolitophila och familjen smalbensmyggor. Arten är reproducerande i Sverige. Inga underarter finns listade i Catalogue of Life.